# Doberquitz
Doberquitz ist ein Ortsteil der Stadt Leisnig im Landkreis Mittelsachsen. 2011 zählte Doberquitz 23 Einwohner.

## Geschichte
Das Dorf Doberquitz ist sorbischen Ursprungs, erkennbar an der Tatsache, dass es noch 1403 Wachkorn ins Vorwerk Tragnitz liefern musste; eine Abgabe, die wohl alle Dörfer hatten, die vor der Bildung des Burgwards Leisnig entstanden waren. Der Ort war zuerst nach der Matthäi-Kirche Leisnig gepfarrt. 1306 wurde er nach der Kirche Altleisnig gewiesen. 
Die Erstnennung erfolgte 1308. Anlass war die Übertragung u. a. von Abgaben des Dorfes Doberquitz („2 talenta denariorum“) durch den Burggrafen von Leisnig zur Ausstattung einer Frühmesse in der Matthäi-Kirche Leisnig, die der Pfarrer und die Kirchvorsteher gekauft hatten, mit Zustimmung des Abtes Dietrich von Kloster Buch. 1359 kaufte der Abt von Kloster Buch nochmals Zehnte in Doberquitz.
1378 hatte Doberquitz jährlich 18 Scheffel Korn und dasselbe an Hafer an das „castrum“ Leisnig zu liefern.
Nach dem Amtserbbuch Leisnig von 1548 gehörten zu Doberquitz „7 Pferdner mit 13 Hufen, darunter einer mit einem freien Gut, der ist dem Amt lehen- und zinsbar, die anderen gehören dem Pfarrer zu Leisnig und den Kötteritzsch auf Sitten“. Das Erb- und Obergericht gehörte ins Amt Leisnig. 
1925 hatte Doberquitz 56 Einwohner. 1937 wurde Doberquitz nach Sitten eingemeindet, seit 1973 gehörte der Ort zu Bockelwitz, 2012 gelangte er mit diesem nach Leisnig.